# Þórðr Kolbeinsson
 (janvier 2013).
Si vous disposez d'ouvrages ou d'articles de référence ou si vous connaissez des sites web de qualité traitant du thème abordé ici, merci de compléter l'article en donnant les références utiles à sa vérifiabilité et en les liant à la section « Notes et références ».
Þórðr Kolbeinsson est un scalde islandais du XIe siècle. Il fut notamment poète à la cour du jarl norvégien Éric Håkonsson. Dix-sept de ses stances sur le jarl nous sont parvenues par les sagas royales.